# Malomychajliwka (Synelnykowe)

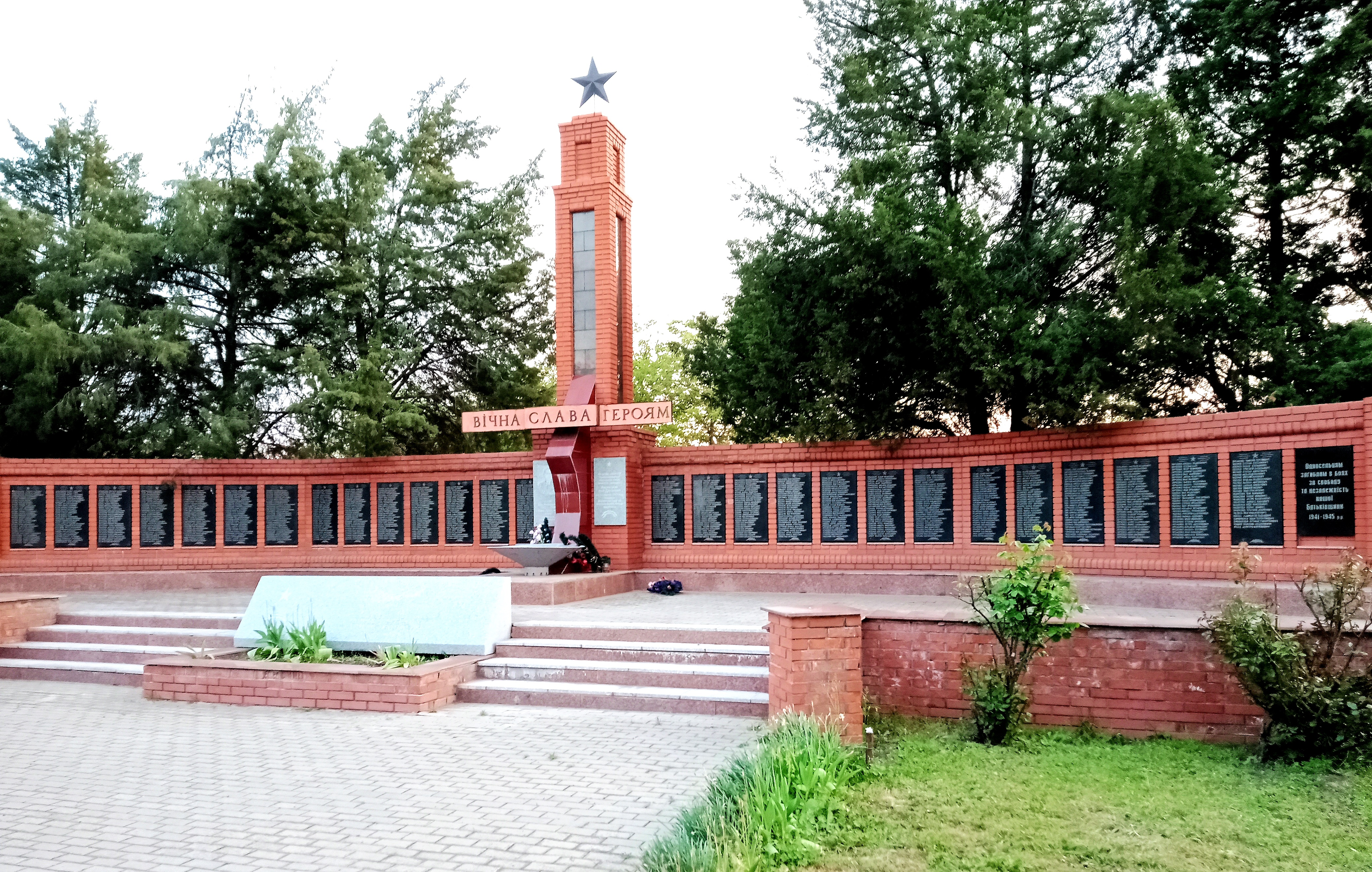
Denkmal im Ort

Malomychailiwka (ukrainisch Маломихайлівка; russisch Маломихайловка Malomichailowka) ist ein Dorf im Osten der ukrainischen Oblast Dnipropetrowsk mit 3000 Einwohnern (2006).
Das 1877 gegründete Dorf liegt 21 km nordöstlich vom ehemaligen Rajonzentrum Pokrowske und 150 km südöstlich vom Oblastzentrum Dnipro. Durch die Ortschaft verläuft die Territorialstraße T–04–27, im Norden grenzt das Dorf an die Siedlung städtischen Typs Prosjana.

## Verwaltungsgliederung
Am 12. September 2016 wurde das Dorf zum Zentrum der neugegründeten Landgemeinde Malomychajliwka (Маломихайлівська сільська громада/Malomychajliwska silska hromada). Zu dieser zählten auch die 3 in der untenstehenden Tabelle aufgelisteten Dörfer, bis dahin bildete es zusammen mit dem Dorf Jabluniwka die gleichnamige Landratsgemeinde Malomychajliwka (Маломихайлівська сільська рада/Malomychajliwska silska rada) im Norden des Rajons Pokrowske.
Am 12. Juni 2020 kam noch die Siedlung städtischen Typs Prosjana zum Gemeindegebiet.
Am 17. Juli 2020 kam es im Zuge einer großen Rajonsreform zum Anschluss des Rajonsgebietes an den Rajon Synelnykowe.
Folgende Orte sind neben dem Hauptort Malomychajliwka Teil der Gemeinde:
| Name                     | Name          | Name                          |
| ukrainisch transkribiert | ukrainisch    | russisch                      |
| ------------------------ | ------------- | ----------------------------- |
| Jabluniwka               | Яблунівка     | Яблоновка (Jablonowka)        |
| Hawryliwka               | Гаврилівка    | Гавриловка (Gawrilowka)       |
| Pidhawryliwka            | Підгаврилівка | Подгавриловка (Podgawrilowka) |
| Prosjana                 | Просяна       | Просяная (Prosjanaja)         |